# Frontières de la république démocratique du Congo

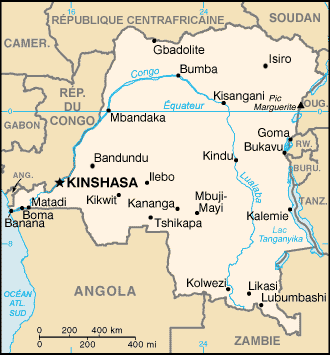
Carte de la république démocratique du Congo mettant en évidence les pays voisins.

Cet article recense les frontières de la république démocratique du Congo, deuxième plus grand pays d'Afrique. La république démocratique du Congo est également le 7e pays du monde par la longueur des frontières terrestres cumulées.

## Histoire
Les frontières de la république démocratique du Congo sont issues des découpages opérés entre les différentes puissances coloniales avant l'indépendance des colonies,,. La république démocratique du Congo est ainsi partie à 22 traités frontaliers différents, tous antérieurs à son indépendance en 1960. Aucun des traités frontaliers n'a été remis en cause par les pays parties qui ont succédé à ces traités. Cependant, certains litiges ont pu exister, notamment avec l'Ouganda concernant l'île Rukwanzi, située dans le lac Albert, à la frontière entre les deux pays. En 2007, l'île a ainsi été occupée par la république démocratique du Congo, et l'issue de ce conflit est incertaine car les sources se contredisent,.

## Frontières

### Frontières terrestres
La république démocratique du Congo partage ses frontières avec 9 pays différents. Au nord, le pays partage une frontière avec la République centrafricaine et le Soudan du Sud. À l'ouest, le pays partage une frontière avec la république du Congo (calquée pour une grande partie sur le cours du fleuve Congo) et l'Angola (dont 255 km avec la province de Cabinda). Au sud du pays, une frontière est partagée avec la Zambie. À l'est, la république démocratique du Congo partage une frontière avec 4 pays : l'Ouganda, le Rwanda, le Burundi et la Tanzanie (la frontière entre les deux pays étant entièrement située sur le lac Tanganyika).

### Frontières maritimes
La république démocratique du Congo ne possède que 37 km de côte maritime sur l'océan Atlantique. Le pays ne possède ainsi de frontière maritime qu'avec l'Angola, dont le territoire principal est au sud et la province de Cabinda au nord de la bande de territoire congolais donnant un accès maritime au pays. La délimitation de cette frontière n'a jamais eu lieu, bien que les deux pays ont exprimé leur volonté de collaborer sur cette question.

### Récapitulatif
| Pays limitrophe           | Frontière terrestre (km) | Frontière maritime (km) | Accords ou traités | Notes |
| ------------------------- | ------------------------ | ----------------------- | --- | --- |
| Angola                    | 2 511                    | ?                       | Frontière terrestre déterminée par deux conventions entre le Portugal et la Belgique : convention de Berlin du 14 février 1885 fixant, dans le Bas-Congo, les frontières de l’État Indépendant avec Cabinda et avec l’Angola et convention de Lisbonne du 25 mai 1891 relative à la frontière avec l’Angola, dans la région du Kwango, en Kasaï et de la ligne de crête Congo-Zambèze.                                                       | Deux sections terrestres (dont une avec la province de Cabinda), formant la plus grande frontière d'Afrique. La délimitation de la frontière maritime n'a pas encore été effectuée. |
| Burundi                   | 233                      | -                       | Frontière déterminée par une convention entre la Belgique et l'Allemagne du 11 août 1910. | |
| Ouganda                   | 765                      | -                       | Frontière déterminée par deux accords entre la Belgique et le Royaume-Uni : l'arrangement de Bruxelles du 12 mai 1894 portant limites entre le territoire du Congo et les possessions anglaises et l'arrangement de Londres du 3 février 1915 concernant la frontière entre le mont Sabinio (N.-E. du lac Kivu), le lac Édouard, le lac Albert et la crête de partage Congo-Nil.                                                             | |
| République centrafricaine | 1 577                    | -                       | Frontière déterminée par trois conventions entre la France et la Belgique : convention du 5 février 1885 entre le gouvernement de la République française et l'Association internationale du Congo pour la délimitation de leurs possessions respectives, protocole de Bruxelles du 29 avril 1887 fixant la frontière du côté de l’Ubangi et arrangement de Paris du 14 août 1894 fixant la frontière nord de l’Ubangi à la crête Congo-Nil. | |
| République du Congo       | 2 410                    | -                       | Frontière déterminée par deux conventions entre la France et la Belgique : convention du 5 février 1885 entre le gouvernement de la République française et l'Association internationale du Congo pour la délimitation de leurs possessions respectives et protocole de Bruxelles du 29 avril 1887 fixant la frontière du côté de l’Ubangi.                                                                                                  | Deuxième plus grande frontière d'Afrique. |
| Rwanda                    | 217                      | -                       | Frontière déterminée par une convention entre la Belgique et l'Allemagne du 11 août 1910. | |
| Soudan du Sud             | 628                      | -                       | Frontière déterminée par l'arrangement de Bruxelles entre la Belgique et le Royaume-Uni du 12 mai 1894 portant limites entre le territoire du Congo et les possessions anglaises. | |
| Tanzanie                  | 459                      | -                       | Frontière déterminée par l'arrangement de Bruxelles entre la Belgique et le Royaume-Uni du 12 mai 1894 portant limites entre le territoire du Congo et les possessions anglaises et modifiée par des accords entre les deux pays en 1910 et 1915. | La frontière entre les deux pays est entièrement située sur le lac Tanganyika. |
| Zambie                    | 1 930                    | -                       | Frontière déterminée par deux protocoles approuvés par l'échange de notes du 7 avril 1933 entre la Belgique et le Royaume-Uni. | |
| Total                     | 10 730                   | ?                       | | |

## À voir aussi
- Liste des frontières internationales
- Liste des frontières terrestres par pays
- Histoire du tracé de la frontière entre la république démocratique du Congo et l'Angola
- Frontière entre la république démocratique du Congo et la république du Congo
- Frontière entre la république démocratique du Congo et la Tanzanie
- Frontière entre la république démocratique du Congo et la Zambie
- Frontière entre la république démocratique du Congo et le Rwanda